# Station Awaza
Station Awaza (九条駅, Awaza-eki) is een metrostation in de wijk Nishi-ku in de Japanse stad Osaka. Het wordt aangedaan door de Chūō-lijn en de Sennichimae-lijn. Beide lijnen hebben eigen perrons, daar de lijnen loodrecht op elkaar staan.

## Lijnen

### Sennichimae-lijn(stationsnummer S13)
| 1 | ■ Sennichimae-lijn | richting Namba, Tsuruhashi en Minami-Tatsumi |
| 2 | ■ Sennichimae-lijn | richting Nodahanshin                         |

### Chūō-lijn(stationsnummer C13)
| 1 | ■Chūō-lijn | richting Hommachi, Morinomiya en Nagata |
| 2 | ■Chūō-lijn | richting Bentenchō en Cosmosquare       |

## Geschiedenis
Het station werd in 1964 aangelegd aan de Chūō-lijn. Het station van de Sennichimae-lijn werd in 1969 geopend.

## Overig openbaar vervoer
- Bus 55

## Stationsomgeving
Het zakendistrict rond Hommachi begint vanaf dit station.
- Utsubo-park
- Gemeentelijk Vervoersbureau van Osaka
- Kantoor van Paloma
- Autoweg 172
- FamilyMart
- Lawson
- 7-Eleven
- Sunkus

Nodahanshin · Tamagawa · Awaza · Nishi-Nagahori · Sakuragawa · Namba ·  Nippombashi · Tanimachi Kyūchōme · Tsuruhashi · Imazato · Shin-Fukae · Shōji · Kita-Tatsumi · Minami-Tatsumi